# بیمارستان و مرکز خیریه دکتر سپیر

بیمارستان و مرکز خیریه دکتر سپیر یک بیمارستان و مرکز خیریه یهودی در تهران با بیش از ۷۰ سال قدمت که در حال حاضر بزرگ‌ترین مؤسسه خیریه در میان اقلیت‌های مذهبی در ایران است. سیامک مره صدق استاد دانشگاه، دکتری متخصص جراحی عمومی و نماینده کلیمیان در دوره هشتم و کنونی کمیسیون بهداشت و درمان مجلس شورای اسلامی ریاست این بیمارستان را که زیر مجموعه انجمن کلیمیان تهران است، برعهده دارد. روزنامهٔ کریستین ساینس مانیتور در سال ۲۰۰۷ میلادی در گزارشی یکی از علل برای همزیستی میان یهودیان و مسلمانان در تهران را «بیمارستان و مرکز خیریه دکتر سپیر» عنوان و تقدیر کرده‌بود.
در حال حاضر دولت در قوانین بودجه سنواتی بودجه هزینه ای جداگانه ای را تحت عنوان بیمارستان سپیر در ذیل ردیف ۵۴۰۰۰۰ اختصاص می‌دهد.

## تاریخچه
این نهاد ابتدا نام خود را با نام درمانگاه کانون خیرخواه در سال ۱۳۲۱ آغاز نمود. درمانگاه بعدها گسترش یافت و بیمارستان کورش کبیر نام گرفت. بعد از انقلاب نام این مجموعه به دکتر سپیر تغییر پیدا کرد. مؤسسان آن کلیمیانِ مؤسس «کنیسه ملا حنینا» بودند. درمانگاه در نزدیکی همین کنیسه در محله «امامزاده یحیی» تهران تأسیس شد. «روح‌الله سپیر» یکی از اولین پزشکان این مجموعه بود که بر اثر تیفوس جان خود را از دست داد. به همین دلیل، پس از انقلاب، بیمارستان کنیسه ملا حنینا، «بیمارستان خیریه دکتر سپیر» نام گرفت.
در سال ۱۳۲۱ گروهی از یهودیان کنیسه ملا حنینا در محله امامزاده یحیی تصمیم به تأسیس درمانگاه گرفتند. مراجعان اولیه بیشتر زنان یهودی بودند که فرزندان خود را به دلیل مشکلات آب آشامیدنی به این درمانگاه می‌بردند. به تدریج با گسترش درمانگاه مراجعان غیریهودی نیز به درمانگاه افزایش یافت. پزشک یهودی روح‌الله سپیر جزو اولین پزشکان این مجموعه بود که خود در اثر بیماری تیفوس در سال ۱۳۲۲ از دنیا رفت. بعد از انقلاب این بیمارستان به یادبود او به نام وی نام گرفت.
در زمان انقلاب ایران این بیمارستان نقش مهمی در پیروزی انقلاب داشت. سازمان اطلاعات دولت محمدرضا پهلوی از تمامی بیمارستانها خواسته بود که در صورت مراجعه انقلابیون به ساواک گزارش ارسال کنند تا آنان دستگیر شوند. از این رو تنها بیمارستانی که انقلابیها را درمان می‌کرد و به ساواک گزارش ارسال نمی‌کرد بیمارستان دکتر سپیر بود. روح‌الله خمینی شخصاً پس از پیروزی انقلاب نامه تشکری برای مسئولان این بیمارستان ارسال کرد. در حال حاضر این بیمارستان به مدت ۲۲ماه است که تعطیل می‌باشد که دلیل تعطیلی آن عدم وجود بودجه برای کارکنان و اعلام ورشکستگی توسط رئیس بیمارستان می‌باشد.